# Lista de bens tombados pelo patrimônio cultural e histórico de Guarulhos
A lista de bens tombados pela Prefeitura Municipal de Guarulhos reúne itens do patrimônio cultural e histórico de Guarulhos. Os atos de tombamento municipal ocorreram entre 1980 e 2000. Construções a partir de projetos de Vilanova Artigas também foram tombadas pelo CONDEPHAAT, como a Escola Conselheiro Crispiniano.
Em 2000, foram inseridas na categoria de tombamento 16 bens, a partir do decreto n.º 21.143. Com isso, estes não podem "ser demolidos, reformados ou pintados, nem sofrer acréscimos ou diminuições", sem que a prefeitura autorize.
| Imagem | Bem                                     | Tipologia           |
| ------ | --------------------------------------- | ------------------- |
|        | Antiga Fábrica da Adamastor             | património cultural |
|        | Bosque Maia                             | parque              |
|        | Casa Amarela                            | casa                |
|        | Escola Estadual Capistrano de Abreu     | escola              |
|        | Escola Estadual Conselheiro Crispiniano | escola              |
|        | Igreja São João Batista dos Morros      | igreja              |
|        | Igreja de Nossa Senhora de Bonsucesso   | igreja              |
|        | Igreja do Bom Jesus da Cabeça           | igreja              |
|        | Sanatório Padre Bento                   | sanatório hospital  |
|        | Sítio da Candinha                       | casa-grande         |